# The Weather Prophets
The Weather Prophets est un groupe d'indie pop britannique, originaire de Londres, en Angleterre. Formé en 1985, il est à l'origine de la création du label Creation Records. Après trois albums — Diesel River (1986), Mayflower (1987), et Judges, Juries and Horsemen (1988) —, les membres perdent l'intérêt qu'ils ont pour le groupe et se séparent en 1988.

## Biographie
Le groupe est formé par Peter Astor (chant, guitare) et Dave Morgan (batterie) après leur départ de The Loft en 1985. Comme pour The Loft, les disques de the Weather Prophets sortent sur le label d'Alan McGee, Creation Records. The Weather Prophets apparaît avec la vague pop et noisy-pop de 1986 popularisée par la compilation C86, publiée par le New Musical Express. Pourtant ses origines sont antérieures.
Le duo comprend Alan McGee, un ami d'Astor et dirigeant de leur label, Creation Records, qui joue de la basse sur leurs deux premiers morceaux. Par la suite, Astor fait un point pour trouver d'autres membres qui n'étaient encore pas connus dans la scène indépendante. Il fait appel à David Greenwood Goulding pour la basse, un ami qui n'était pas encore au courant de l'existence de The Loft. Morgan recrute Oisin Little pour jouer de la guitare rythmique. McGee finit par devenir agent artistique, et le groupe commence à se faire remarquer.
Quand McGee se voit proposer par la major WEA de créer une filiale pour profiter de cette vague pop, il signe The Weather Prophets sur le tout nouveau Elevation Records. Le premier album studio du groupe, Mayflower, sort en 1987. L'album atteint la 67e place des classements britanniques. Cependant, le succès commercial n'est pas au rendez-vous et WEA met fin à l'expérience et congédie McGee. Les Weather Prophets sortent un second LP sur Creation avant de se séparer. Pete Astor continue une carrière en solo.

## Discographie

### Albums studio
- 1986 : Diesel River (Creation/Rough Trade)
- 1987 : Mayflower (Elevation) (UK #67[3])
- 1988 : Judges, Juries and Horsemen (Creation)

### Singles
- 1986 : Almost Prayed (Creation)
- 1986 : Naked as the Day You Were Born (Creation)
- 1987 : She Comes from the Rain (Elevation)
- 1987 : Why Does the Rain (Elevation)
- 1988 : Hollow Heart (Creation)
- 1988 : Always the Light (Creation)

### Compilation
- 2004 : Blue Skies and Freerides – The Best of 1986-1989 (Cherry Red)